# Matt Harding
 (février 2010).
Si vous disposez d'ouvrages ou d'articles de référence ou si vous connaissez des sites web de qualité traitant du thème abordé ici, merci de compléter l'article en donnant les références utiles à sa vérifiabilité et en les liant à la section « Notes et références ».
Pour les articles homonymes, voir Harding.
Matthew Harding est un développeur de jeux vidéo américain, né le 27 novembre 1976 dans le Connecticut, aux États-Unis.
Il est surtout connu pour s'être filmé en train de danser devant des monuments, lors de ses voyages autour du monde.

## Biographie
Matt est né le 27 novembre 1976 dans le Connecticut, aux États-Unis. N'étant pas bon élève, il ne pousse pas ses études et trouve un emploi dans un magasin de jeux vidéo. Il travaille ensuite pour un magazine de jeux vidéo et acquiert assez d'expérience pour prétendre à un poste de concepteur de jeux chez Activision à Los Angeles. N'appréciant guère sa routine et la vie de cette ville, il saisit l'occasion de partir ouvrir une antenne en Australie, à Brisbane.

Après un revers sur la production d'un jeu vidéo, il décide de partir découvrir le monde. 
Il réside maintenant à Seattle, dans l'État de Washington.

### Création vidéoludique
Le nom Matt Harding apparaît dans les crédits de ces jeux vidéo :
- Destroy All Humans!
- Lemony Snicket's A Series of Unfortunate Events
- Army Men RTS
- Dark Reign 2
- Battlezone II: Combat Commander
- Battlezone
- Zork: Grand Inquisitor

## Dancing Matt
Après sa carrière dans l'industrie du jeu vidéo à Brisbane en Australie, il a entrepris une série de voyages autour du monde. Au début de son périple, un de ses amis qui le filmait l'invita à faire quelques pas de danse pour égayer un peu la vidéo. Depuis, il demande aux gens qu'il rencontre de le filmer en train d'esquisser ses quelques pas de danse dans des endroits publics, devant des monuments célèbres ou en plein milieu des rues. Les montages de ces courtes séquences, qui défilent au son de diverses musiques sont diffusées sur le site web de Matt Harding, intitulé Where the hell is Matt (Où diable est Matt). Ses vidéos de voyages ont procuré à son auteur une notoriété étonnante.

### Vidéos
Ses vidéos le montrent effectuant une danse aux gestes simples, rapides, répétitifs, et qui demande aux danseurs une certaine coordination avec pour décor, en fond, des lieux remarquables ou singuliers (monuments plus ou moins connus, lieux historiques, merveilles naturelles, rues anonymes, etc.) à travers le monde.
1re vidéoEnregistrée en 2003/2004, elle est diffusée en 2005 sur son site web. La bande son de ce clip est une version de la chanson Sweet Lullaby, du groupe français Deep Forest.
2e vidéoIl publie une seconde vidéo en 2006. Stride (une marque de chewing-gum) participe en tant que sponsor.
3e vidéoSa troisième vidéo, publiée le 20 juin 2008, est le résultat de 14 mois de voyage dans 42 pays. Toujours sponsorisée par Stride, la vidéo est réalisée avec Melissa Nixon, sa compagne. La chanson de la vidéo s'intitule "Praan" et a été composée par "Garry Schyman". 
La NASA a publié cette vidéo sur son site internet Astronomy Picture Of the Day (Image d'astronomie du jour) le 22 juillet 2008. La vidéo est intitulée Happy People Dancing on Planet Earth (Gens heureux dansant sur la planète Terre).
4e vidéoSa quatrième vidéo, toujours réalisée avec Melissa Nixon, a été publiée le 20 juin 2012. La chanson de la vidéo s'intitule "Trip the light" et a été également composée par "Garry Schyman". Elle est interprétée par Alicia Lemke et cette dernière, ainsi que Matt Harding lui-même, ont participé à l'écriture des paroles.

### Diffusion
Des vidéos de Matt Harding dansant autour du monde ont été diffusées lors de plusieurs émissions de télévision aux États-Unis, par exemple The Screen Savers (17 mars 2005), MSNBC's Countdown with Keith Olbermann (18 août 2005), Inside Edition (19 août 2005) et The Ellen DeGeneres Show (10 octobre 2005).
Matt Harding fut aussi invité à Good Morning America, mais son passage à l'émission, prévu pour le 8 septembre 2005, a été annulé en raison de la couverture médiatique de l'Ouragan Katrina. Cependant, le 31 mai 2006, Harding a présenté ses pas de danse célèbres à l'extérieur des studios newyorkais, devant une projection de ses clips sur un écran géant à Times Square.

### Controverse
À la suite de nombreuses accusations de supercherie (fake) concernant ses vidéos, Matt Harding a tenu le 11 décembre 2008 une conférence dans le cadre du Entertainment Gathering 2008 en Californie afin de répondre et mettre un terme à celles-ci de manière humoristique.
Cependant, le second degré n'ayant pas été perçu par tout le monde, le buzz reprend. L'info est reprise de manière sérieuse et continue à alimenter la polémique jusque dans la presse. Il participera au MacWorld (conférence à Seattle en 2009) pour mettre les choses au clair.

## Sources
- (en) Cet article est partiellement ou en totalité issu de l’article de Wikipédia en anglais intitulé « Matt Harding » (voir la liste des auteurs).